# Національна коаліція (Фінляндія)
Національна коаліція (Національна коаліційна партія) (фін. Kansallinen Kokoomus (Kok.); швед. Samlingspartiet (Saml.)) — фінська ліберально-консервативна політична партія, заснована 1918 року. Має 50 місць із 200 у парламенті Фінляндії і входить до урядової коаліції разом із партіями Фінляндський центр, Зелений союз та Шведською народною партією. Має 3 місця із 13, виділених для Фінляндії у Європарламенті (входить до фракції Європейської народної партії).
Спочатку партія дотримувалася консервативних цінностей, до яких потім долучилися ліберальні економічні ідеї. Коаліція прагне до вільної ринкової економіки, глобалізації, тісної інтеграції до Європейського союзу і свободи особистості.

## Історія
Партію заснували члени Фінської партії і Партії молодофінів після фінської громадянської війни. Одним із лідерів партії був Юго  Паасиківі, який з травня до жовтня 1918 був прем'єр-міністром Фінляндії. Паасіківі прагнув до встановлення дружніх відносин з Радянською Росією. Але в самій партії були інші цілі, як правило, здебільшого прагнули до співпраці з Німеччиною. Національна коаліція була консервативною, націоналістичною та мала пронімецьку програму із сильним антикомуністичним акцентом. Спочатку партія схилялася на користь створення в Фінляндії монархії, але 1919 року прийняла республіканську форму держави. Соціальною базою партії була фінська буржуазія, верхні шари чиновників, духовенство, значна частина офіцерського корпусу та інтелігенції.
У 1939—1944 роках Національна коаліція входила до складу урядової коаліції. З 1945 року партія пішла у опозицію. Хоча лідер партії, Юхо Паасіківі 1946 року обіймав посаду прем'єр-міністра, а у 1946—1956 роках — президента.
1958 року, вперше з 1945 року, партія увійшла до коаліційного уряду. Значного успіху партія досягла 1979 року, коли вона здобула приблизно 22 % голосів. Тоді Національна коаліція мала найбільшу кількість членів у своїй історії — приблизно 87000.
Станом на липень 2021 року лідером партії є Петтері Орпо.

## Результати виборів

### Парламент
| Рік  | Депутати | Голосів | Голосів |
| ---- | -------- | ------- | ------- |
| 1919 | 28       | 151 018 | 15,71 % |
| 1922 | 35       | 157 116 | 18,15 % |
| 1924 | 38       | 166 880 | 18,99 % |
| 1927 | 34       | 161 450 | 17,74 % |
| 1929 | 28       | 138 008 | 14,51 % |
| 1930 | 42       | 203 958 | 18,05 % |
| 1933 | 18       | 187 527 | 16,93 % |
| 1936 | 20       | 121 619 | 10,36 % |
| 1939 | 25       | 176 215 | 13,58 % |
| 1945 | 28       | 255 394 | 15,04 % |
| 1948 | 33       | 320 366 | 17,04 % |
| 1951 | 28       | 264 044 | 14,57 % |
| 1954 | 24       | 257 025 | 12,80 % |
| 1958 | 29       | 297 094 | 15,28 % |

| Рік  | Депутати | Голосів | Голосів |
| ---- | -------- | ------- | ------- |
| 1962 | 32       | 346 638 | 15,06 % |
| 1966 | 26       | 326 928 | 13,79 % |
| 1970 | 37       | 457 582 | 18,05 % |
| 1972 | 34       | 453 434 | 17,59 % |
| 1975 | 35       | 505 145 | 18,37 % |
| 1979 | 47       | 626 764 | 21,65 % |
| 1983 | 44       | 659 078 | 22,12 % |
| 1987 | 53       | 666 236 | 23,13 % |
| 1991 | 40       | 526 487 | 19,31 % |
| 1995 | 39       | 497 624 | 17,89 % |
| 1999 | 46       | 563 835 | 21,03 % |
| 2003 | 40       | 517 904 | 18,55 % |
| 2007 | 50       | 616 841 | 22,26 % |
| 2011 | 44       | 598,369 | 20.44 % |
| 2015 | 37       | 540,212 | 18.20 % |
| 2019 | 38       | 523,957 | 17.00 % |

### Європейський парламент
| Рік  | Депутати Європарламенту | Голосів | Голосів |
| ---- | ----------------------- | ------- | ------- |
| 1996 | 4                       | 453 729 | 20,17 % |
| 1999 | 4                       | 313 960 | 25,27 % |
| 2004 | 4                       | 392 771 | 23,71 % |
| 2009 | 3                       | 386 416 | 23,21 % |
| 2014 | 3                       | 390 112 | 22,60 % |
| 2019 | 3                       | 380,106 | 20,79 % |

### Муніципальні
| Рік  | Радників | Голосів | Голосів |
| ---- | -------- | ------- | ------- |
| 1950 |          | 88 159  | 5,85 %  |
| 1953 |          | 133 626 | 7,59 %  |
| 1956 |          | 105 220 | 6,29 %  |
| 1960 |          | 275 560 | 14,04 % |
| 1964 |          | 213 378 | 10,0 %  |
| 1968 | 1 388    | 364 428 | 16,09 % |
| 1972 | 1 503    | 451 484 | 18,06 % |
| 1976 | 2 047    | 561 121 | 20,92 % |
| 1980 | 2 373    | 628 950 | 22,94 % |
| 1984 | 2 423    | 619 264 | 22,96 % |
| 1988 | 2 392    | 601 468 | 22,87 % |
| 1992 | 2 009    | 507 574 | 19,05 % |
| 1996 | 2 167    | 514 313 | 21,64 % |
| 2000 | 2 028    | 463 493 | 20,84 % |
| 2004 | 2 078    | 521 412 | 21,83 % |
| 2008 | 2 020    | 597 727 | 23,45 % |
| 2012 | 1 735    | 544 682 | 21,90 % |
| 2017 | 1,490    | 531,599 | 20.68   |
| 2021 | 1,552    | 522,623 | 21,4 %  |

### Президентські
| Рік  | Кандидат          | К-сть голосів                     | Місце               | % голосів                     | Результат |
| ---- | ----------------- | --------------------------------- | ------------------- | ----------------------------- | --------- |
| 1988 | Гаррі Голкері     | 570 340                           | ІІІ                 | 18.40 %                       | Програш   |
| 1994 | Раймо Іласківі    | 485,035                           | IV                  | 15,20 %                       | Програш   |
| 2000 | Ріїтта Восукайнен | 392,305                           | III                 | 12.80 %                       | Програш   |
| 2006 | Саулі Нійністе    | 725,866(1 тур) 1,518,333(2 тур)   | II(1 тур) ІІ(2 тур) | 24.10 %(1 тур) 48.21 %(2 тур) | Програш   |
| 2012 | Саулі Нійністе    | 1,131,254(1 тур) 1,802,328(2 тур) | I (1 тур) І (2 тур) | 36.96 %(1 тур) 62.59 %(2 тур) | Перемога  |
| 2018 | Саулі Нійністе    | 1,874,334                         | І                   | 62,6 %                        | Перемога  |